# Richard Pasco
Pour les articles homonymes, voir Pasco.
Richard Edward Pasco (18 juillet 1926 - 12 novembre 2014) est un acteur britannique de théâtre, de cinéma et de télévision.

## Biographie
Richard Pasco est né à Barnes, près de Londres, seul enfant d'un commis de la compagnie d'assurance Cecil George Pasco (1897-1982) et de la modiste Phyllis Irene (1895-1989, née Widdison). Il fait ses études à la King's College School de Wimbledon. Il devient apprenti régisseur au Q Theater, avant d'étudier à la Central School of Speech and Drama, où il remporte la médaille d'or. Il a ensuite passé trois ans avec la Birmingham Repertory Company.
Il commence sa carrière sur scène en 1943. Au théâtre, il travaille avec l'Old Vic, la Royal Court, la Royal Shakespeare Company et le National Theatre. Richard Pasco joue le rôle de Frank Rice dans la mise en scène originale de la pièce The Entertainer (en) de John Osborne (1957) avec Laurence Olivier. L'une de ses performances les plus mémorables a été dans la production de John Barton en 1974 de Richard II pour la RSC (alternant le rôle-titre et celui de Bolingbroke (prononcé « Bullen-brook »), avec Ian Richardson ).
L'une de ses premières apparitions à l'écran est le rôle de Teddy dans Les Chemins de la haute ville (1959). Il signe ensuite un contrat avec Hammer Film Productions et participe aux films Section d'assaut sur le Sittang (1959), Le Serment de Robin des Bois (1960), La Gorgone (1964) et Raspoutine, le moine fou (1966).
Parmi ses succès à la radio figuraient ses interprétations de Morning Story sur BBC Radio 4 pour le producteur de BBC Pebble Mill, David Shute. Il a incarné le lieutenant-commandant Ericson dans l'adaptation de 1980 de la BBC Radio de The Cruel Sea de Nicholas Monsarrat. Ses crédits à la télévision incluent le rôle de Brutus dans Jules César et le "mélancolique" Jacques dans As You Like It (1979) de William Shakespeare dans le cycle Shakespeare de la BBC. Pasco a joué le rôle principal de Stephen Sorrell dans la mini-série télévisée Sorrell and Son de 1984.
Son travail ultérieur comprend La Dame de Windsor (1997), l'épisode de l'inspecteur Morse "Dead on Time", A Dance to the Music of Time (1997) et Hetty Wainthropp Investigates (1998). Il a épousé l'actrice Barbara Leigh-Hunt en 1967. Il est décédé à l'âge de 88 ans le 12 novembre 2014.

## Filmographie
(août 2023).
- Si vous ne connaissez pas le sujet, laissez ce bandeau (vous pouvez alors contacter les auteurs).
- Si vous supprimez le contenu mis en cause (vous pouvez préalablement contacter les auteurs),

argumentez précisément cette suppression dans la page de discussion
(un manque de référence n'est pas un argument ; une recherche réelle de référence doit avoir été effectuée, être formellement documentée).
 (août 2023).
| Année | Titre                                                           | Rôle                     | Remarques                                                                      |
| ----- | --------------------------------------------------------------- | ------------------------ | ------------------------------------------------------------------------------ |
| 1957  | Tue moi demain                                                  | Dr Fisher                |                                                                                |
| 1959  | Chambre au sommet                                               | Nounours                 |                                                                                |
| 1959  | Composez le 999 (série télévisée) ('Deadly Blackmail', épisode) | Villard                  | Présenté comme "Willard", mais le nom de son personnage n'est jamais prononcé. |
| 1959  | Ennemi d'hier                                                   |                          |                                                                                |
| 1960  | Le Serment de Robin des Bois                                    | Edouard, comte de Newark |                                                                                |
| 1964  | Assez chaud pour juin                                           | Plakov                   |                                                                                |
| 1964  | La Gorgone                                                      | Paul Heitz               |                                                                                |
| 1966  | Raspoutine, le moine fou                                        | Dr Zargo                 |                                                                                |
| 1979  | Jules César                                                     | Brutus                   | téléfilm                                                                       |
| 1980  | L'observateur dans les bois                                     | Tom Colley               |                                                                                |
| 1984  | Arc de Triomphe                                                 | Véber                    |                                                                                |
| 1997  | Mme Brown                                                       | Docteur Jenner           |                                                                                |
| 1997  | Une danse sur la musique du temps                               | Sir Magnus Donners       |                                                                                |

### À la télévision
- 1983 : Wagner, série télévisée de Tony Palmer : Otto Wesendonck